# Фарбування за ван Гізоном

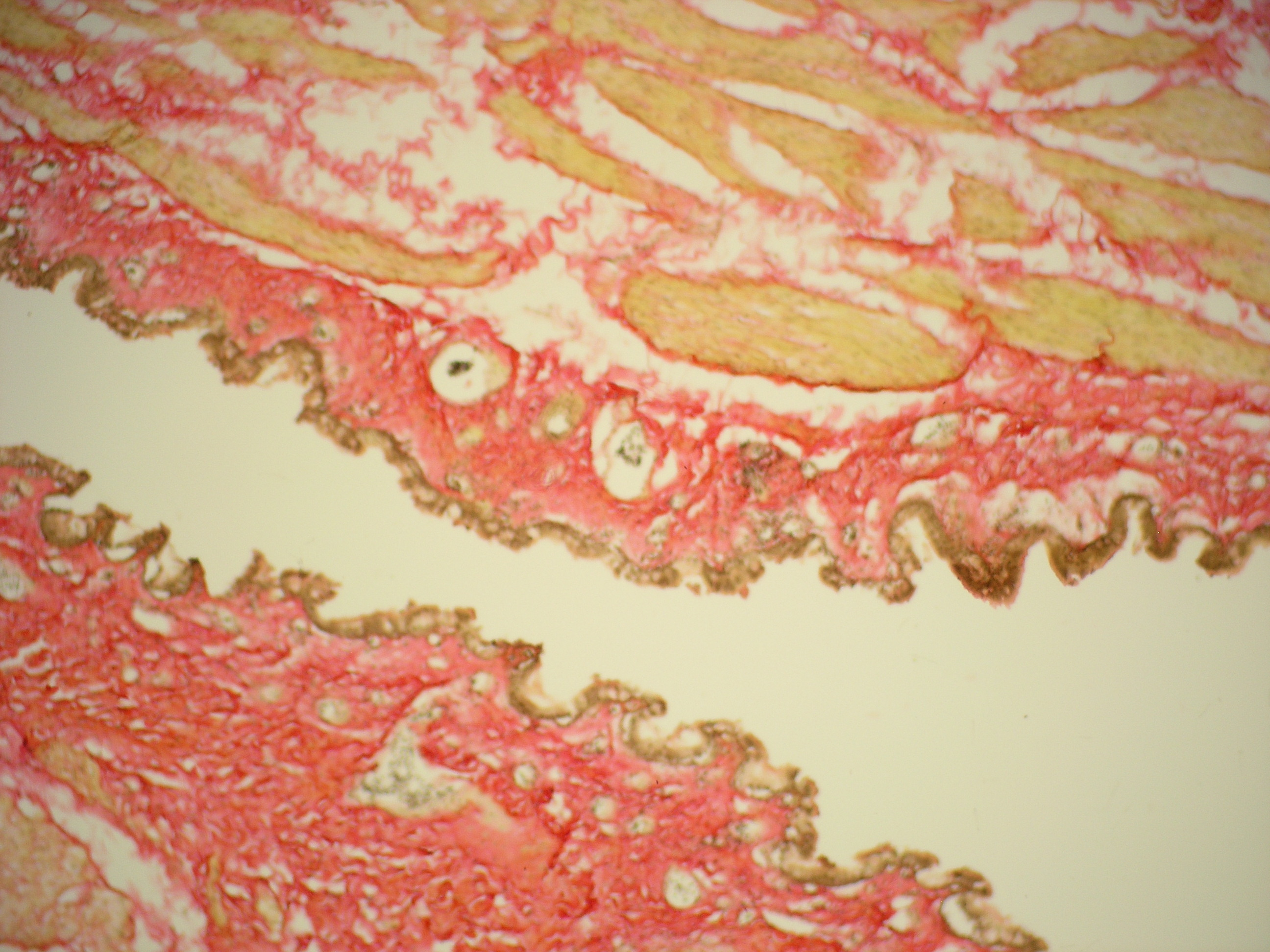
Бронх страуса. Фарбування за Ван Гізоном

Фарбування за Ван Гізоном — метод фарбування мікропрепаратів в гістології, призначений для вивчення структури сполучної тканини. Барвником служить суміш кислого фуксину і пікринової кислоти, причому перший компонент забарвлює колагенові волокна в яскраво-червоний колір, а другий додає іншим структурам тканини жовтого забарвлення.
Спосіб фарбування розробив американський психоневролог і паталогоанатом Айра Ван Гізон в 1889 році.

## Приготування фарбувального складу
Змішати 100 мл насиченого водного розчину пікринової кислоти і 5 мл 1%-ного розчину кислого фуксину. Якщо барвник слабшає при тривалому зберіганні, то додають декілька крапель свіжого кислого фуксину.

## Алгоритм
- Видалення парафіну зі зрізів в ксилолі і проведення зрізу через спирти низхідної міцності до 80% етанолу (можливий варіант обробки: орто-ксилол — 2 порції по 3-5 хвилин, 96% етанол — 3 хв, 90% етанол — 3 хв, 80% етанол — 3 хв).
- Забарвлення залізним гематоксиліном Вейгерта протягом 3-15 хвилин.
- Промивання у проточній воді протягом декількох хвилин.
- Промивання дистильованою водою.
- Зафарбовування барвником ван Гізона протягом 5 хвилин.
- Швидке промивання дистильованою водою (5-15 с).
- Швидке промивання в двох порціях 96% етанолу, однієї порції абсолютного етанолу (або карболен-ксилолу), просвітлити в двох порціях орто-ксилолу. Час перебування зрізів в кожній порції 1-2 хв.
- Закріплення препарату нейтральним бальзамом.

## Результати
В результаті фарбування ядра клітин набувають чорного забарвлення, колаген — червоного, інші тканинні елементи (включаючи м'язові волокна і еритроцити) — жовті, фібрин — жовтий або помаранчевий.